# Борисово (Иркутская область)
Борисово — село в Тайшетском районе Иркутской области России. Административный центр Борисовского муниципального образования. Находится примерно в 31 км к северо-востоку от районного центра.

## Население
По данным Всероссийской переписи, в 2010 году в селе проживало 246 человек (128 мужчин и 118 женщин).